# Zorn
Zorn  je priimek v Sloveniji in tujini. Po podatkih Statističnega urada Republike Slovenije je na dan 20. januarja 2021 v Sloveniji uporabljalo ta priimek 263 oseb.

## Znani slovenski nosilci priimka
- Adam Zorn - Kovač (1923—1975), partizan prvoborec, častnik
- Aleksander Zorn (*1947), literarni zgodovinar, dramaturg, esejist in politik
- Alojz Zorn (*1941), zdravnik otorinolaringolog
- Alojzij Matija Zorn (1837—1897), goriški nadškof
- Anton (Tone) Zorn (1934—1981), zgodovinar
- Branko Zorn (*1952), zdravnik androlog, prof. MF
- Franc Matej Zorn (1731—1790), fiziokrat, prvi meliorator ljubljanskega Barja
- Hilarij Zorn (1847—1926), duhovnik, publicist
- Jaša Zorn, prevajalec
- Jelka Zorn, strokovnjakinja za socialno delo
- Jože Zorn (1907—1977), prosvetni delavec, urednik
- Maximilian Zorn pl. Plobsheim (1715—1774), feldmaršal
- Mara Šlajpah Zorn (1919—2006), bibliotekarka
- Mateja Zorn, programska vodja Kinoateljeja in čezmejnega festivala Poklon viziji (Gorica...)
- Matija Zorn (*1975), geograf
- Mirko Zorn (1903—1995), rimskokatoliški duhovnik
- Otmar Zorn, strojnik, dr., podjetnik, hotelir
- Uroš Zorn, predsednik društva Slovenija v svetu
- Verena Koršič Zorn (*1951), umetnostna zgodovinarka
- Vili Zorn, botanik

## Znani tuji nosilci priimka
- Anders L. Zorn (1860—1920), švedski slikar in kipar
- Božidar Zorn (1900—1945), general vojske NDH (poveljnik 2. hrvatske divizije)
- Eberhard Zorn (*1960), nemški general
- John Zorn (*1953), ameriški glasbenik, skladatelj, saksofonist, producent
- Max August Zorn (1906—1993), nemški matematik, avtor Zornove leme